# Warr Acres
Warr Acres är en ort i Oklahoma County i Oklahoma. Orten har fått sitt namn efter grundaren C.B. Warr. Vid 2020 års folkräkning hade Warr Acres 10 457 invånare.